# Gladiateur bacbakiri
Espèce
Statut de conservation UICN

 LC  : Préoccupation mineure
Le Gladiateur bacbakiri (Telophorus zeylonus) est une espèce de passereaux appartenant à la famille des Malaconotidae. 

## Répartition
Cette espèce est endémique à l'Afrique australe, principalement en Afrique du Sud et en Namibie, avec une population isolée dans les montagnes de l'est du Zimbabwe et de l'ouest du Mozambique.

## Habitat
C'est une espèce de milieux ouverts, comme les maquis du désert du Karoo, les fynbos et les parcs et jardins dans les zones urbaines. 

## Nidification
Le nid en forme de coupe est construit dans une haie, des broussailles ou la fourche d'un arbre. La femelle y pond de 2 à 6, généralement trois, œufs brun-rouge ou lilas marbrés de bleu-vert qui sont couvés par les deux sexes pendant environ 16 jours avec 18 autres jours pour la mue imaginale.